# Пылесос для бассейна
Пылесос для бассейна – вид пылесоса, предназначенный для сбора мусора и отложений из плавательных бассейнов с минимальным вмешательством человека.

## История
Очистители бассейнов развивались из двух областей науки: разработка фильтра для воды и ранних очистителей цистерн. В 1883 году Джон Э. Паттисон из Нового Орлеана подал заявку на «Очиститель цистерны и резервуара», а первый обнаруженный патент был выпущен в следующем году.
Первый пылесос для бассейна был изобретен в 1912 году в Питтсбурге Джоном М. Дэвисоном. 26 ноября 1912 года он представил патентную заявку в Управление по патентам и товарным знакам США, озаглавленное «Чистящее оборудование для плавательных бассейнов и тому подобное», патент № 1 056 779, выданный 25 марта 1913 года.

## Классификация

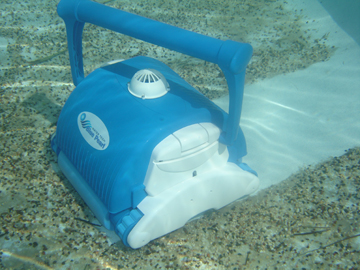
Внешний вид электрического робота-пылесоса для бассейна

Существует три основных типа пылесосов: ручные вакуумные, полуавтоматические и автоматические (роботы).
Вакуумный ручной пылесос в простейшем случае представляет собой щётку, штангу и шланг, подключаемый к устройству забора воды (скиммеру) или к специальной всасывающей форсунке.
Полуавтоматический вакуумный пылесос представляет собой устройство, которое также работает от разрежения, создаваемого фильтровальной установкой, но в отличие от ручного пылесоса имеет встроенный механизм, позволяющий пылесосу перемещаться по дну и стенам бассейна хаотично или по спирали.
Автоматический или робот-пылесос - это автономное от остальных систем бассейна устройство, оснащенное встроенным фильтром и валиками-щётками. Попадая в бассейн, робот-пылесос производит замеры размеров бассейна и далее работает по заданной программе. Некоторые модели роботов-пылесосов оснащены пультом дистанционного управления, который позволяет оператору менять заданную  траекторию движения пылесоса.